# 普雷马纳
普雷马纳（義大利語：Premana），是意大利莱科省的一个市镇。总面积33平方公里，人口2294人，人口密度69.5人/平方公里（2009年）。国家统计（ISTAT）代码为097069。
普雷马纳与卡萨尔戈、德莱比奥、上杰罗拉、因特罗比奥、帕尼奥纳、佩德西纳、普里马卢纳和罗戈洛接壤。